# ASa Project
ASa Project（アサプロジェクト）は、株式会社ロボプランニングのアダルトゲームブランド。
HOOKSOFT及びSMEEとは同一法人であり、コミックマーケット等のイベントでは3ブランド合同で出展する事が多い。ただし開発室やホームページは別である。
シナリオは天都、原画は夕凪セシナが一貫してメインを担当しており、学園を舞台としたラブコメディ系の作品を中心にゲーム開発を行っている。また、『めいくるッ！』から『ひとつ飛ばし恋愛』までのすべての音楽は山下航生の手によるものである。

## 経緯
もとは同人サークルであったが、2007年3月30日の「めいくるッ！」をもってパートナーブランドの一員として商業デビューを果たした。「ASa」は、設立時のスタッフ3人のペンネームの頭文字である。
HOOK（現：HOOKSOFT）の代表・亜佐美晶は、自分達と近いところのある「ASa Project」やその代表・天都を気に入っていた。
デビュー作の『めいくるッ! 』は、天都が思ったままに作っていたのに対し、2作目の『 HimeのちHoney』では亜佐美から企画の立て方などの指南を受けており、これが天都の企画立案の基礎となった。一方HOOK内部では亜佐美の姿勢について「外部メーカーに肩入れしすぎであり、受け入れるのはリスクしかない」という指摘も上がっていたが、亜佐美の力押しによりASa ProjectはHOOKのあるロボプランニング傘下に加わった。大学を卒業したばかりだった天都は亜佐美との交流に加え、給料が出るということから、就活しなくてもよさそうということで同意した。
HOOKの姉妹ブランド・SMEE代表を務める宅本うとは、『HimeのちHoney』は亜佐美が期待していたほど売れなくて失望していたと、「BugBug」2022年1月号に掲載された天都との対談の中で明かしている。3作目となる『アッチむいて恋』は、亜佐美から教わったことを実践したことにより売り上げが一段階上がったと天都は対談の中で述懐する一方、宅本は亜佐美が女装というテーマを十分理解できておらず、売れたことに衝撃を受けたと明かしている。

## 作風・受容
天都は宅本との対談の中で、ここ2、3年は雑誌や賞などでASa Projectの作品が取り上げられるようになり、ブランドが激減した分、ランキングなどで相対的に上位に上がるようになったと語っている。これについて宅本は、このところしっとりとした作品が増えている印象があり、ASa Projectのようなドタバタ物はあまりないと述べており、明るい雰囲気が求められているのだろうと分析している。
また、天都はASa Projectの主人公は問題児が多いと述べている。

## 作品リスト
| #    | 発売日 | 発売日   | タイトル                                                       | 原画                                         | シナリオ                                                     |
| ---- | ------ | -------- | -------------------------------------------------------------- | -------------------------------------------- | ------------------------------------------------------------ |
| 1    | 2007年 | 3月30日  | めいくるッ!                                                    | 夕凪セシナ、燵成(唐どじ)、Bull、都桜和       | 天都、如月瑠印                                               |
| 2    | 2008年 | 8月29日  | HimeのちHoney                                                  | 夕凪セシナ、燵成(唐どじ)、都桜和             | 天都、藤井リルケ、優樹                                       |
| 3    | 2010年 | 4月30日  | アッチむいて恋                                                 | 夕凪セシナ、ぱん太                           | 天都、藤井リルケ                                             |
| 4    | 2011年 | 10月28日 | 恋愛0キロメートル                                              | 夕凪セシナ、ぱん太、柊暁生                   | 天都、十全、廣瀬一貴                                         |
| 5    | 2013年 | 4月26日  | ひとつ飛ばし恋愛                                               | 夕凪セシナ、ぱん太、柊暁生                   | 天都、たにかわたかみ、十全、藤島昼                           |
| 6    | 2015年 | 4月24日  | プラマイウォーズ                                               | 夕凪セシナ、結城リカ、冬壱もんめ             | 天都、十全、言川紺、遠波友海                                 |
| 7    | 2016年 | 11月25日 | スキとスキとでサンカク恋愛                                     | 夕凪セシナ、結城リカ、冬壱もんめ             | 天都、十全、言川紺、首藤頼多(高橋冷夢、内藤自由)、八日なのか |
| 8    | 2018年 | 3月30日  | かりぐらし恋愛                                                 | 夕凪セシナ、結城リカ、冬壱もんめ             | 首藤頼多(高橋冷夢、内藤自由)、天都、八日なのか、言川紺       |
| 9    | 2019年 | 7月26日  | 恋愛、借りちゃいました                                         | 夕凪セシナ、結城リカ、冬壱もんめ             | 八日なのか                                                   |
| 9FD  | 2019年 | 11月29日 | 恋愛、借りちゃいました 椿&ちなつ&こなつ ミニアフターストーリー | 夕凪セシナ、結城リカ、冬壱もんめ             | 首藤頼多(高橋冷夢、内藤自由)、八日なのか                     |
| 9FD  | 2020年 | 1月31日  | 恋愛、借りちゃいました 絵未&八純 ミニアフターストーリー        | 夕凪セシナ、結城リカ、冬壱もんめ             | 八日なのか                                                   |
| 10   | 2020年 | 11月27日 | 恋愛×ロワイアル                                                | 夕凪セシナ、結城リカ、冬壱もんめ             | 八日なのか                                                   |
| 10FD | 2021年 | 3月26日  | 恋愛×ロワイアル 乃々香&蓮菜&由奈 ミニアフターストーリー        | 夕凪セシナ、結城リカ、冬壱もんめ             | 八日なのか                                                   |
| 10FD | 2021年 | 5月28日  | 恋愛×ロワイアル まり&汐音&蒼 ミニアフターストーリー            | 夕凪セシナ、結城リカ、冬壱もんめ             | 八日なのか                                                   |
| 11   | 2022年 | 4月28日  | フタマタ恋愛                                                   | 夕凪セシナ、結城リカ、冬壱もんめ             | 八日なのか                                                   |
| 11FD | 2022年 | 8月26日  | フタマタ恋愛 瑠衣&宮子ミニアフターストーリー                   | 夕凪セシナ、結城リカ、冬壱もんめ             | 八日なのか                                                   |
| 11FD | 2022年 | 12月23日 | フタマタ恋愛 結愛&煌ミニアフターストーリー                     | 夕凪セシナ、結城リカ、冬壱もんめ             | 八日なのか                                                   |
| 12   | 2023年 | 9月29日  | コイバナ恋愛                                                   | 夕凪セシナ、結城リカ、冬壱もんめ             | 八日なのか                                                   |
| 12FD | 2024年 | 3月29日  | コイバナ恋愛 ミニファンディスク アフターフェスティバル         | 夕凪セシナ、結城リカ、冬壱もんめ             | 八日なのか                                                   |
| 13   | 2025年 | 2月28日  | 恋愛、はじめまして                                             | 夕凪セシナ、うなさか、さくらねこ、冬壱もんめ | 八日なのか                                                   |
| 13FD | 2025年 | 9月26日  | 恋愛、はじめまして ミニファンディスクサマーバケーション        | 夕凪セシナ、うなさか、さくらねこ、冬壱もんめ | 八日なのか                                                   |

上記の他、2004年8月15日に同人ブランド「adonis project」名義の作品で月光のアドニスをリリースしている。